# Anonymous (musikgrupp)

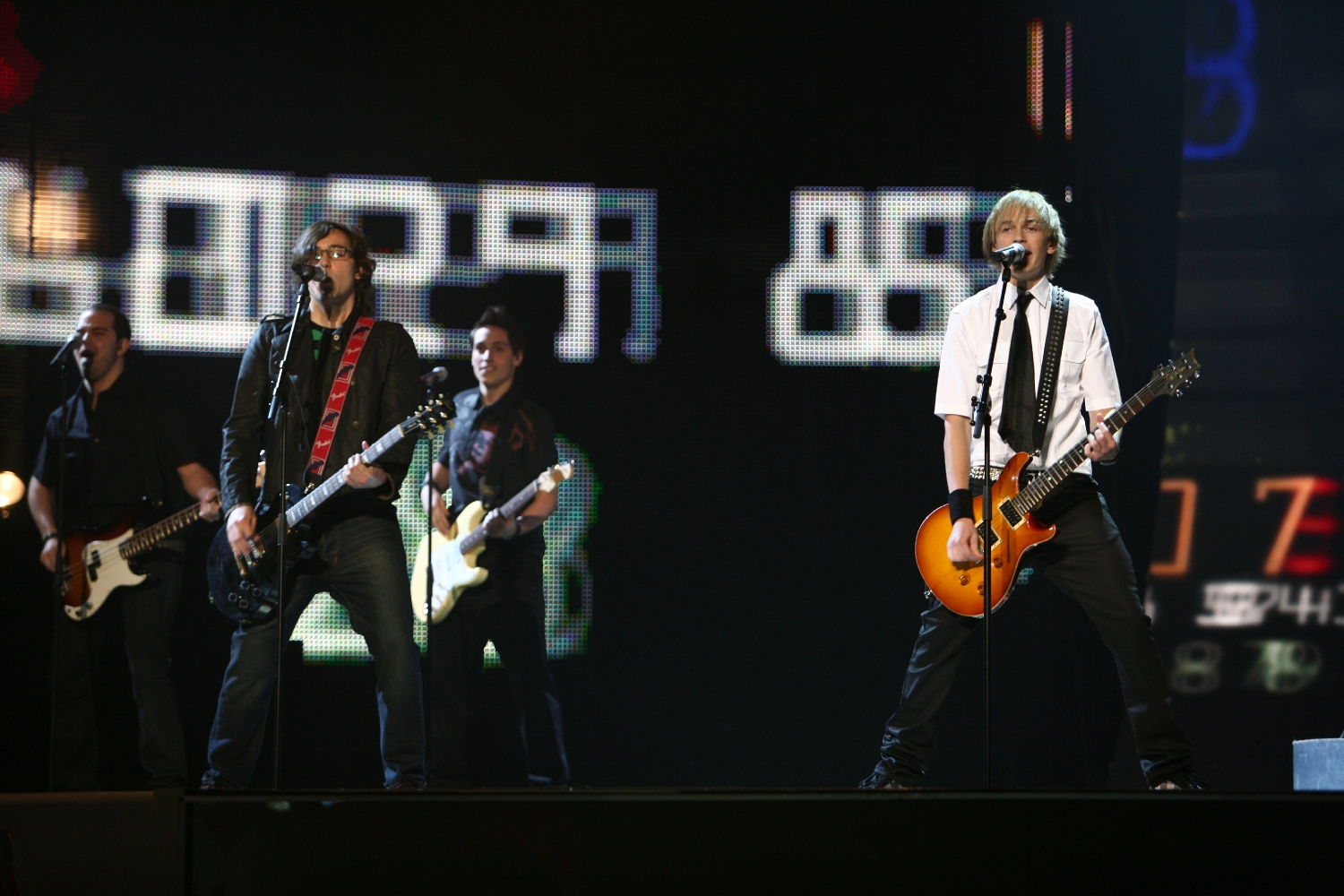
Anonymous vid Eurovisionsschlagerfestivalen 2007

Anonymous är ett punkrockband som bildades i Andorra år 2004. Först var det bara Ni(!)ki och Gallego som var med i bandet, men två år senare kom också Potter och Christian och bandet blev fullbordat. Bandet har på senare tid blivit ganska populärt i förra katalonien och Andorra. De representerade sitt hemland med låten "Salvem el món" (Let's Save The World)" i Eurovision Song Contest 2007, men kom dock inte vidare till final från semifinalen. Andorras tidigare bidrag hade nämligen kommit på sista plats i semifionalen året innan, vilket ledde till att Anonymous behövde delta i semifinalen. I semifinalen kom de tolva.

## Bandmedlemmar
- "Niki" Francesca på gitarr och sång,
- Alejandro "Potter" Martínez på gitarr
- Guillem "Gallego" Gallego på trummor
- Cristian "Vaji" Narvaez på basgitarr.